# 宗太郎站
宗太郎站（日语：／ Sōtarō eki */?）是位於大分縣佐伯市，九州旅客鐵道（JR九州）的日豐本線車站，是著名的鐵路迷秘境車站。

## 概要
車站位處山區，既是大分縣與宮崎縣的交界，也是JR九州大分分社和宮崎分社的邊界。真正使用人數十分稀少，但卻吸引很多慕名而來的人—縱使他們未必乘坐鐵路前來本站。雖然沿國道10號不難到達，但因前往車站的道路狹窄，並不算方便。而車站前雖設有佐伯市的便利巴士，但只限須事前預約，巴士才會駛進。
民居只限於車站附近，而且多為已空置或荒廢的房屋，真正有人居住的非常少。
本站全日只提供上行兩班往佐伯、下行一班往延岡、共三班的普通列車。而由本站開往延岡的普通列車，只有早上6時54分一班，比在鄰站、全日本最早開出尾班車的重岡站只是遲7分鐘。另外，特急「日輪」每日設有數班往返班次於此站進行列車交會。
2020年10月16日起，逢星期六有環島觀光列車「36加3號列車」「綠之路」會在本站停靠10分鐘，讓乘客可以短暫下車拍照。

## 車站結構
本站現時沒有站房，為簡易車站模式，現時只有在原站房位置建有一座投幣式電話亭，以及一座木建簡易式洗手間。洗手間外牆上釘上了發車時間表及文宣版。而在前閘口處，則仍保留有鐵欄柵，並掛有車票收集箱及車費圖表。除此以外，並沒有其他的車站設備，乘客如在本站乘車，則需要透過車掌購買（因現時行走的班次全使用特急車，以方便到達總站後發車或回送，因此均設有車掌）。
在電話亭側邊設有出水口，是從附近的山澗中所流下來的溪水，名為「日豐線最好喝的水」（‎）。

### 舊站房
舊站房為木製單層站房，採用大量的玻璃窗。左側為車站入口及候車室，右側為原留宿地方，

### 月台
設有2面2線的相對式月台。。各月台之間設有跨線行人天橋連接。1號月台靠近馬路；2號月台為斜坡。其中，各邊有約1輛長度的月台經過整理，以便讓Kiha200系或815系列車停靠使用。列車到達時，會採用選擇性車門操作模式，車掌只會打開車頭的首1卡車廂的車門（1號月台為4號車廂，2號月台為1號車廂），其餘車廂車門並不會打開，「36加3號列車」的情況則會打開頭3輛車廂的車門。至於以往採用普通列車時，則按一人控制模式處理，即只打開最前車門讓乘客下車。
而在1號月台設有1座單層水泥建築物，為控制信號的宗太朗通信配線室。2號月台上設有以木板搭建而成候車亭及候車長櫈。比較有趣的情景是在櫈面及靠背頂上，均會放上很多的小石塊，上面會有以箱頭筆繪畫的卡通面樣以及簡短的留言，以表示曾到訪此站，另外在車票收集箱的頂部也放置了一顆相同的石頭，提示乘客要將車票放入收集箱內，是為一特色。
而在2號月台最前端的山坡上，則建有「初代站長功績紀念牌」，以及一個小池塘。
| 月台 | 路線      | 上下行 | 方向     | 備註                                                     |
| ---- | --------- | ------ | -------- | -------------------------------------------------------- |
| 1    | ■日豐本線 | 上行   | 佐伯方向 | 每天只開出兩班，06:39及20:35開出 「36加3號列車」停車月台 |
| 2    | ■日豐本線 | 下行   | 延岡方向 | 每天只開出一班，06:54開出                                |

## 歷史
- 1923年12月15日：鐵道省開設宗太郎信號場[1]。
- 1947年3月1日：信號場升格為車站，名為宗太郎站，提供客運、手提行李及手提貨物提取服務[6][2]。
- 1987年4月1日：隨國鐵分割民營化，車站由九州旅客鐵道（JR九州）營運。
- 2017年：

- 9月19日：因颱風泰利的影響，使路線在9月17日起暫停營運，臼杵站至延岡站之間不通，佐伯站至延岡站之間開設代行巴士。
- 9月25日：佐伯站至市棚站之間重開，代行巴士停止運行。

- 2020年10月17日：逢星期六觀光列車「36加3號列車」於本站特別停車[10]。

## 使用狀況
在2016年度起不再有本站的平均乘車人次資料。
| 乘車人員變遷 | 乘車人員變遷 | 乘車人員變遷 | 備註         |
| ------------ | ------------ | ------------ | ------------ |
| 年度         | 1日平均      | 1年總人數    |              |
| 2000         | 0.98         | 359          |              |
| 2001         | 0.66         | 241          |              |
| 2002         | 0.32         | 117          |              |
| 2003         | 0.35         | 128          |              |
| 2004         | 0.25         | 90           |              |
| 2005         | 0.25         | 91           |              |
| 2006         | 0.25         | 92           |              |
| 2007         | 0.24         | 86           |              |
| 2008         | 0.36         | 130          |              |
| 2009         | 0.24         | 87           |              |
| 2010         | 0.22         | 81           |              |
| 2011         | 0.16         | 60           | [ 2 ] [ 12 ] |
| 2012         | 0.16         | 59           |              |
| 2013         | 0.71         | 259          |              |
| 2014         | 0.12         | 42           |              |
| 2015         | 0.39         | 144          |              |

## 周邊

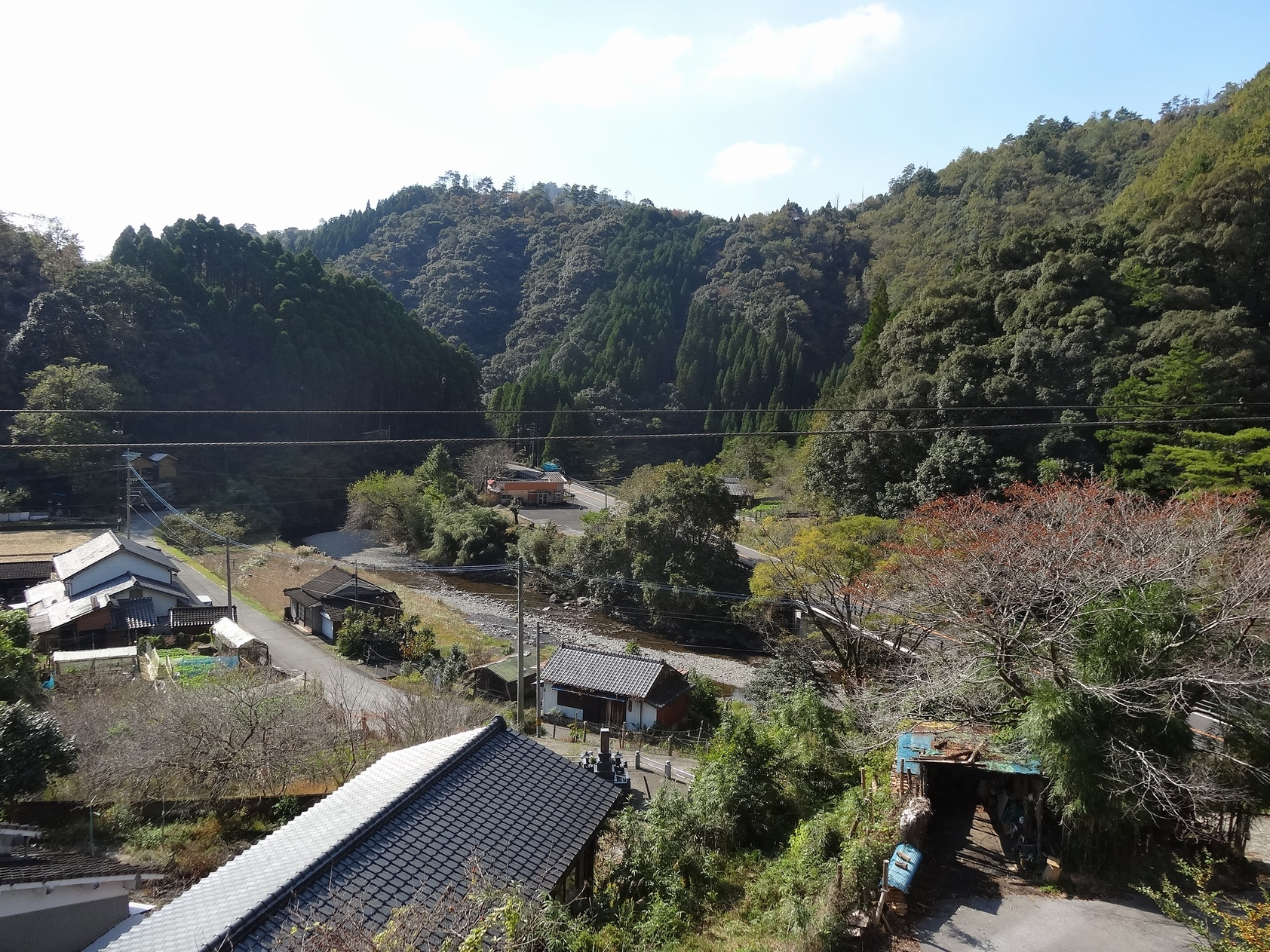
周邊風景

- 國道10號
- 鎧川

## 相鄰車站
■日豐本線
■觀光特急「36+3」
重岡 ← 宗太郎 ← 延岡
■特急「日輪」
通過
■普通列車
重岡－宗太郎－市棚